# Charles Krauthammer
Charles Krauthammer (13. března 1950 New York – 21. června 2018 Washington) byl americký psychiatr a konzervativní politický komentátor.

## Životopis
Narodil se na Manhattanu jako syn židovských uprchlíků před nacismem. V roce 1970 promoval na McGillově univerzitě v kanadském Montrealu, kde absolvoval politologii a ekonomii. Poté studoval jeden rok politickou teorii na Oxfordské univerzitě. Protože byl uprostřed studentských bouří zklamaný v politiky, změnil svůj obor na medicínu, kterou začal studovat na Harvardově univerzitě. V prvním ročníku studia medicíny měl Charles Krauthammer nehodu v bazénu, důsledkem níž byl po celý zbytek života paraplegikem. Po 14 měsících zotavování se vrátil do školy, kterou úspěšně dokončil v roce 1975 a stal se psychiatrem. Od roku 1978 působil v administrativě prezidenta Cartera jako ředitel pro psychiatrický výzkum. Od roku 1980 byl autorem projevů viceprezidenta Waltera Mondalea.
Po skončení Carterovy vlády začal pracovat v týdeníku New Republic. Od roku 1985 působil jako komentátor deníku Washington Post a v roce 1987 obdržel Pulitzerovu cenu. Svými komentáři přispíval do deníku Washington Post přispíval až do srpna roku 2017, kdy musel svoji činnost kvůli diagnostikované rakovině, jíž o necelý rok později podlehl, ukončit.
V srpnu roku 2017 podstoupil operaci k odstranění rakovinného nádoru v břiše, nicméně nemoc se mu vrátila. Ve svém posledním sloupku se 8. června 2018 Charles Krauthammer rozloučil se svými čtenáři, kterým oznámil, že rakovina je v konečném stádiu a má před sebou jen několik týdnů života. Své nemoci podlehl o necelé dva týdny později, 21. června téhož roku.

## Ostatní činnost
Za vlády prezidenta George Bushe byl součástí Prezidentské rady pro bioetiku. Působil také jako komentátor na televizní stanici Fox News.

## Politické postoje
Zpočátku inklinoval k Demokratické straně a zpočátku se považoval za „demokratického studenoválečníka“, který zastával ostře protikomunistické postoje a zároveň podporoval programy na podporu těch nejzranitelnějších skupin ve společnosti. Protože byl ale velkým podporovatelem užívání vojenské síly, postupně se svými postoji vzdaloval Demokratické straně. V 80. letech 20. století byl člověkem, který přišel s termínem Reaganova doktrína.
Užití vojenské síly podporoval i po skončení studené války. Byl jedním z těch, kteří podporovali americké tažení do Iráku v roce 2003. Později ostře kritizoval politiku prezidenta Baracka Obamy.
Od řady ostatních konzervativců se lišil svým vstřícným postojem k interrupcím (přestože nesouhlasil s rozhodnutím v Roe vs. Wade) a výzkumu kmenových buněk. Odmítal také teorii inteligentního designu jako podvodnou a vyšňořenou verzi kreacionismu.